# Buster Juul
Buster Engelbrecht Juul-Lassen, más conocido como Buster Juul, (Slagelse, 31 de marzo de 1993) es un jugador de balonmano danés que juega de extremo izquierdo en el Aalborg HB. Es internacional con la selección de balonmano de Dinamarca.

## Palmarés

### Aalborg
- Liga danesa de balonmano (5): 2017, 2019, 2020, 2021, 2024
- Copa de Dinamarca de balonmano (2): 2018, 2021
- Supercopa de Dinamarca de balonmano (2): 2019, 2020

## Clubes
| Club                 | País      | Año         |
| -------------------- | --------- | ----------- |
| Skanderborg Håndbold | Dinamarca | 2010 - 2013 |
| Aalborg HB           | Dinamarca | 2013 - Act. |